# 斯卡瓦
斯卡瓦是波蘭的城鎮，位於該國南部，距離克拉科夫20公里，由小波蘭省負責管轄，面積2.97平方公里，2006年人口3,693。第二次世界大戰期間，納粹德國佔領該鎮。

## 外部連結
- Jewish Community in Skała （页面存档备份，存于） on Virtual Shtetl

50°14′N 19°51′E / 50.233°N 19.850°E